# Dorothy Walker Bush

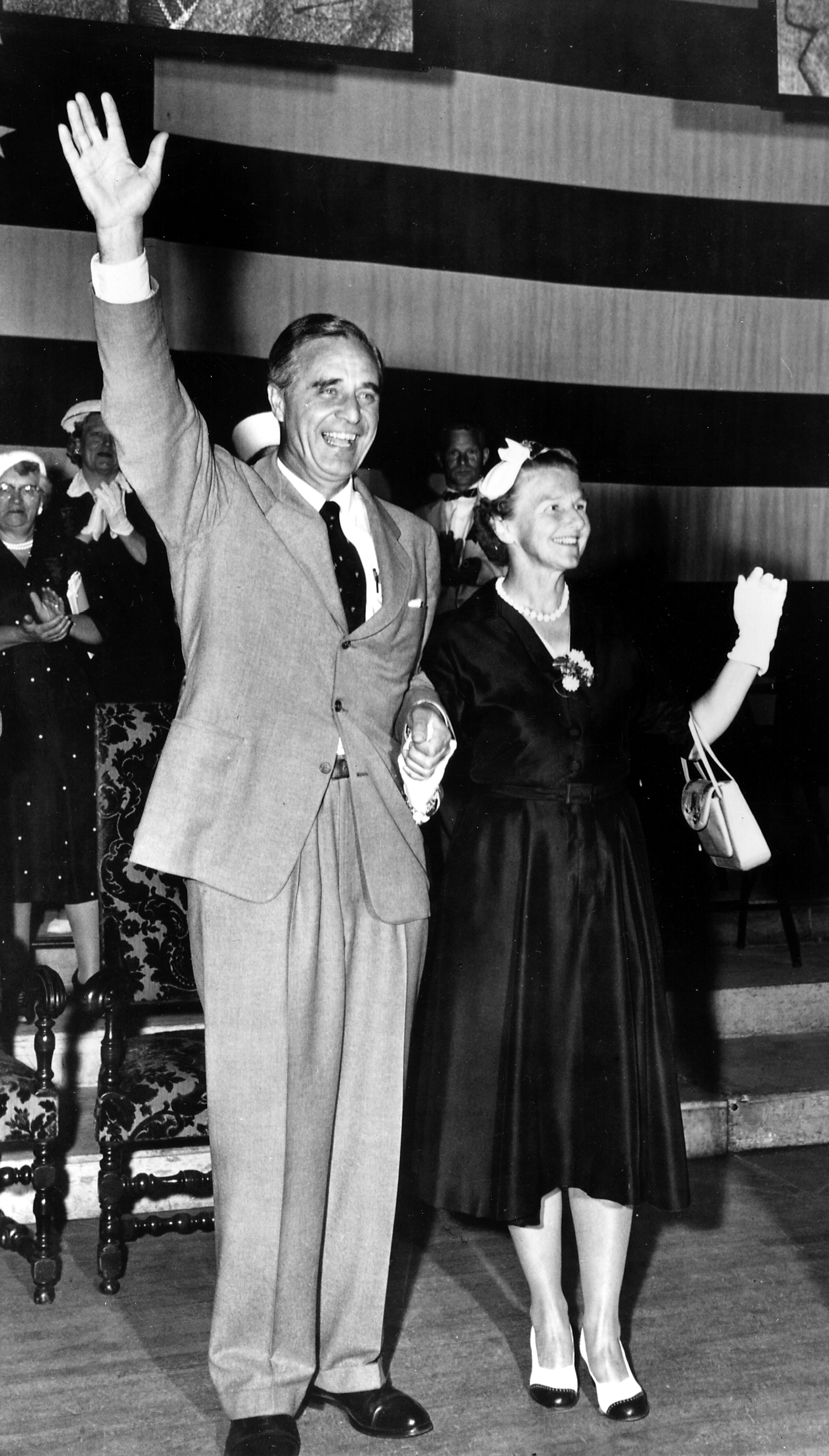
Prescott en Dorothy Bush in 1952

Dorothy Wear Walker Bush (York County (Maine), 1 juli 1901 – Greenwich (Connecticut), 19 november 1992) was de moeder van George H.W. Bush en de grootmoeder van George W. Bush.

## Biografie
Dorothy Walker werd geboren in 1901 in York County (Maine). Ze was de dochter van George Herbert Walker (1875-1953) en Lucretia Wear Walker (1874–1961). De familie Walker emigreerde in de 17e eeuw van Engeland naar de Verenigde Staten, terwijl haar moeder afstamde van hugenoten die omstreeks 1700 naar de Verenigde Staten emigreerden.
Ze trouwde op 6 augustus 1921 met Prescott Bush in Kennebunkport, Maine. Het paar kreeg vijf kinderen: 
- Prescott Bush Jr. (1922-2010)
- George H.W. Bush (1924-2018)
- Nancy Bush (1926-2021)
- Jonathan Bush (1931-2021)
- William "Bucky" Bush (1938-2018)

Dorothy Walker overleed op 19 november 1992 op 91-jarige leeftijd in Greenwich (Connecticut), zestien dagen nadat haar zoon de presidentsverkiezing verloor van Bill Clinton. Ze ligt samen met haar echtgenoot begraven op Putnam Cemetry in Greenwich (Connecticut).